# Данієль Гарсія Каррільйо
Данель Гарсія Каррільйо (ісп. Daniel García Carrillo; нар. 24 травня 1990, Сумаррага) — іспанський футболіст, півзахисник грецького клубу «Олімпіакос».

## Ігрова кар'єра
Народився 24 травня 1990 року в місті Сумаррага. Вихованець футбольної школи клубу «Реал Сосьєдад».
У дорослому футболі дебютував 2009 року виступами за команду «Аліканте Б», в якій провів один сезон, а з наступного року захищав кольори основної команди «Аліканте».
Наступними командами в ігровій кар'єрі футболіста були «Хетафе Б» та «Ейбар».
2018 року приєднався до команди «Атлетік» (Більбао).
5 липня 2024 року, після закінчення контракту з «Атлетіком», приєднався до складу пірейського «Олімпіакоса».

## Титули і досягнення
«Атлетік» (Більбао)
- Володар Кубка Іспанії: 2023–24[4]
- Володар Суперкубка Іспанії: 2020

«Олімпіакос»
- Чемпіон Греції: 2024–25
- Володар Кубка Греції: 2024–25